# 森沢正昭
森沢 正昭（もりさわ まさあき、1942年 - ）は、日本の生物学者。東京大学名誉教授。元山形大学教授。専門は動物学、発生生物学。栃木県出身。

## 来歴・人物
- 1967年、埼玉大学文理学部理学科卒業。
- 1973年、東京大学大学院理学系研究科博士後期課程修了。理学博士（東京大学）。同年より東京大学海洋研究所助手。
- 1983年 東京大学海洋研究所助教授
- 1987年 東京大学理学部教授。
- 1990年 東京大学大学院理学系研究科教授に配置換。東京大学附属臨海実験所長。
- 2005年 山形大学理学部教授。

## 著書・論文

### 著書
- 「受精と環境」（小林英司編『生物学講座3 発生と形態形成』、東海大学出版会, 51-67, 1980年）
- 「精子の運動開始」（『実験生物学講座』、丸善、1985年）
- 『回遊魚の生物学』（共編）、学会出版センター、1987年
- 『精子学』（共編）、東京大学出版会、1992年
- 「生殖と発生」、「生体の運動」（『基礎生物学』、NHK出版, 62-81, 106-122, 2003年）

### 論文

#### 単著
- 「ウニ精子の分画」, 『動物学雑誌』, 日本動物学会, 78(12), 1969
- 「ウニ精子鞭毛における金属イオンの効果」, 『動物学雑誌』, 日本動物学会, 79(11/12), 1970
- 「金属イオンによる精子ベン毛タンパクの構造変化」, 『動物学雑誌』, 日本動物学会, 81(4), 1972
- 「カレイ膀胱の水およびイオンの透過性に対するコルヒチンの効果」, 『動物学雑誌』, 日本動物学会, 84(4), 1975
- 「CAMP,CGMPは多くの動物に共通の精子運動開始の要因である」, 『動物学雑誌』, 日本動物学会, 92(4), 1983
- 「サケの精子の運動開始」, 『遺伝』, 裳華房, 38(1), 1984
- 「精子の運動開始」, 『生体の科学』, 35(5), 1984
- 「精子の運動のしくみ」, 『遺伝』, 裳華房, 41(7), 1987
- 「精子運動開始機構解明のこれ迄とこれから」, 『生物物理』, 日本生物物理学会, 28(3), 1988
- 「相模湾に生物保護区を作る」, 『遺伝』, 裳華房,  4-5, 2000
- 「精子の進入点が動物のボディープランを決める」, 『遺伝』, 裳華房, 55(4), 2001
- 「精子運動を司る細胞内情報伝達機構」, 『生物科学』, 日本生物科学者協会, 54(2), 2003
- 「精子研究最前線を終えるにあたって」, Cell Science医学出版センター/, 8/, 1-5

#### 共著
- 「ウニ精子における重金属の分布」, 『動物学雑誌』, 日本動物学会, 78(1/2), 1969
- 「成熟したシロサケの体液の組成およびコルチゾル量の淡水適応にともなう変化」, 『動物学雑誌』, 日本動物学会, 85(4), 1976
- 「メチルアデニンの卵表における作用部位」, 『動物学雑誌』, 日本動物学会, 86(4), 1977
- 「ヒトデ未成熟卵の卵膜の単離」, 『動物学雑誌』, 日本動物学会, 87(2), 1977
- 「金魚およびクサフグの精子運動におけるイオン、浸透圧の役割」, 『動物学雑誌』, 日本動物学会, 87(4), 1978
- 「魚類の精子運動におよぼすイオン、浸透圧等生殖環境への影響」, 『動物学雑誌』, 日本動物学会, 88(4), 1979
- 「粘菌の細胞周期に伴う細胞内pHの変動」, 『動物学雑誌』, 日本動物学会, 89(4), 1980
- 「ニジマス精子の運動は、サイクリックAMPによって開始される」, 『動物学雑誌』, 日本動物学会, 90(4), 1981
- 「ヒトデ卵成熟における卵表因子についての二、三の知見」, 『動物学雑誌』, 日本動物学会, 90(4), 1981
- 「ユウレイボヤ精子の運動開始にはCa^<2+>が不可欠である」, 『動物学雑誌』, 日本動物学会, 91(4), 1982
- 「シロサケ精子除膜モデルにおける鞭毛運動の開始機構」, 『動物学雑誌』, 日本動物学会, 91(4), 1982
- 「サケ科魚類精子の運動能獲得とそれに対するHCO^-3の影響」, 『動物学雑誌』, 日本動物学会, 92(4), 1983
- 「精子の運動性と受精能との関連」, 『Zoological science』, 日本動物学会, 1(6), 1984
- 「ホヤの変態機構について」, 『海洋』, 海洋出版, 29(4), 1997
- 「精子運動調節とcAMP」, 『日本植物学会大会研究発表記録』, 61, 1997
- 「ニシン精子活性化蛋白質の特性」, 『日本分子生物学会年会プログラム・講演要旨集』, 21, 1998
- 「ミトコンドリアDNAによって識別される相模湾産タツノオトシゴの二型」, 『魚類学雑誌』, 日本魚類学会, 47(2), 2000
- 「受精のしくみを探る新しい研究」, 『遺伝』, 裳華房, 58(1), 2004
- 「日本における境界動物の研究の発展性」, 『海洋』号外, 海洋出版, 41, 2005
- 「先体の構造と先体反応様式から見た境界動物の精子」, 『海洋』号外, 海洋出版, 41, 2005
- 「無脊椎動物から脊椎動物への進化の境界にいる動物たち」, 『遺伝』, 裳華房, 59(5), 2005
- 「精子運動機構の分子機序」, 『日本泌尿器科学会雑誌』, 97(2), 2006

### 事典
- 『生物学辞典』（分担執筆）、山田常雄ほか編、岩波書店、1997年
- 『生化学辞典 第3版』（分担執筆）、東京化学同人、1998年
- 『細胞生物学事典』（分担執筆）、朝倉書店、2005年

## 受賞
- 1995年　日本動物学会賞受賞